# Napomar
Napomar este o companie producătoare de mașini-unelte și subansambluri mecanice din Cluj-Napoca.
Compania produce mașini de rectificat de dimensiuni mici și mijlocii, mașini-unelte în colaborare cu firme din Belgia, Spania și Italia, subansambluri mecanice și piese componente pentru diferite utilaje tehnologice și efectuează reparații capitale și modernizări pentru orice tip de mașini-unelte, activitățile firmei desfășurându-se în cadrul fabricii din Cluj-Napoca.
Compania Napomar a fost înființată în anul 1973, având denumirea de „Fabrica de Mașini de Rectificat”, cu principal domeniu de activitate producerea mașinilor de rectificat și a echipamentului hidraulic specific acestora. În 1991, firma a devenit societate pe acțiuni cu capital integral de stat, cu denumirea S.C. Napomar S.A., iar din anul 1998 majoritatea acțiunilor companiei Napomar au fost preluate de către SIF Banat-Crișana, firma devenind societate comercială cu capital integral privat.